# Robert Helbling
Robert Helbling (Rapperswil, 14 de octubre de 1874-Walenstadt, 29 de diciembre de 1954) fue un montañero, ingeniero de minas y geólogo suizo, pionero de la fotogrametría.

## Biografía
Hijo de un farmacéutico, acudió al gimnasio en Frauenfeld y Aarau. Estudió geología en la Escuela Politécnica Federal de Zúrich y a continuación ingeniería de minas en la Universidad Técnica de Berlín y en la Universidad Técnica de Aquisgrán. Se doctoró en 1902 en la Universidad de Basilea bajo la dirección de Carl Schmidt con una tesis de título Erzlagerstätten des Mont Chemin bei Martigny im Wallis (Yacimientos minerales del Mont Chemin en Martigny, Cantón del Valais). Entre 1906 y 1912 realizó mediciones en los Andes, donde realizó estereofotogrametría. En Suiza fue de los pioneros en utilizar el estereoautógrafo para el dibujo de mapas de montañas y la fotogeología. En 1909 abrió una oficina de estereofotogrametría en Flums. Cofundó en 1921 la empresa Wild Heerbrugg.
En 1949 fue nombrado doctor honoris causa en ciencias naturales por la Escuela Politécnica Federal de Zúrich, en reconocimiento a su contribución al desarrollo de la fotogeología y a su labor pionera en la introducción de la fotogrametría en Suiza.
En 1896 fundó el Akademischer Alpen-Club Zürich. Fue coronel del ejército suizo.